# Adam Friedrich Zürner

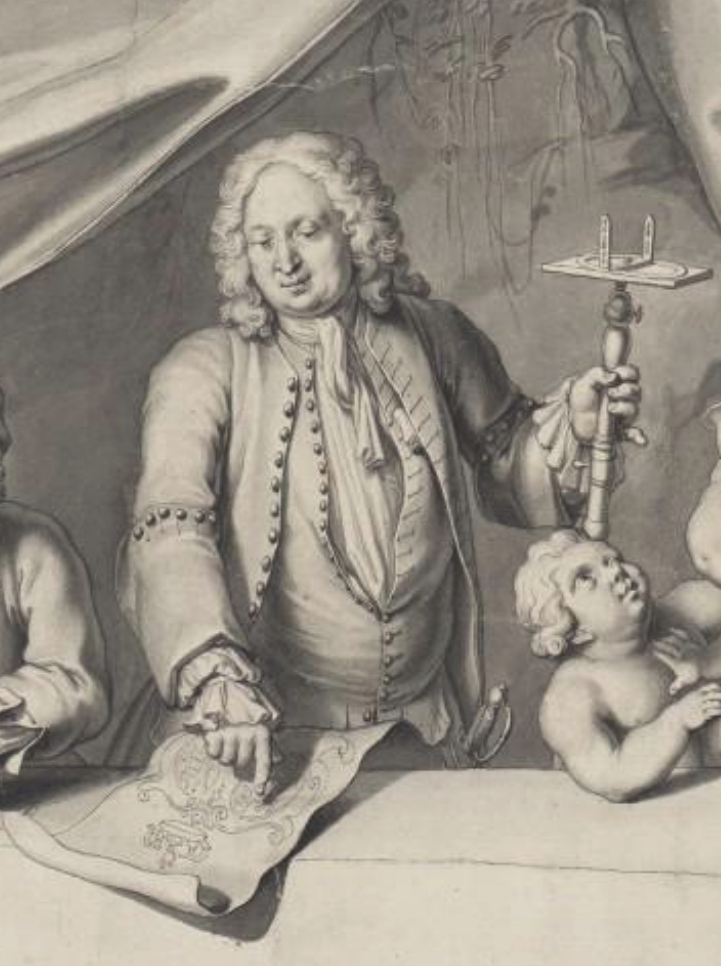
Bildnis Adam Friedrich Zürners in der Kartusche einer von Anna Maria Werner gezeichneten Landkarte des Kurfürstentums Sachsen; einzige bekannte bildliche Darstellung Zürners

Adam Friedrich Zürner (* 15. August 1679 in Marieney; † 18. Dezember 1742 in Dresden) war ein deutscher evangelischer Pfarrer und Kartograph.

## Leben

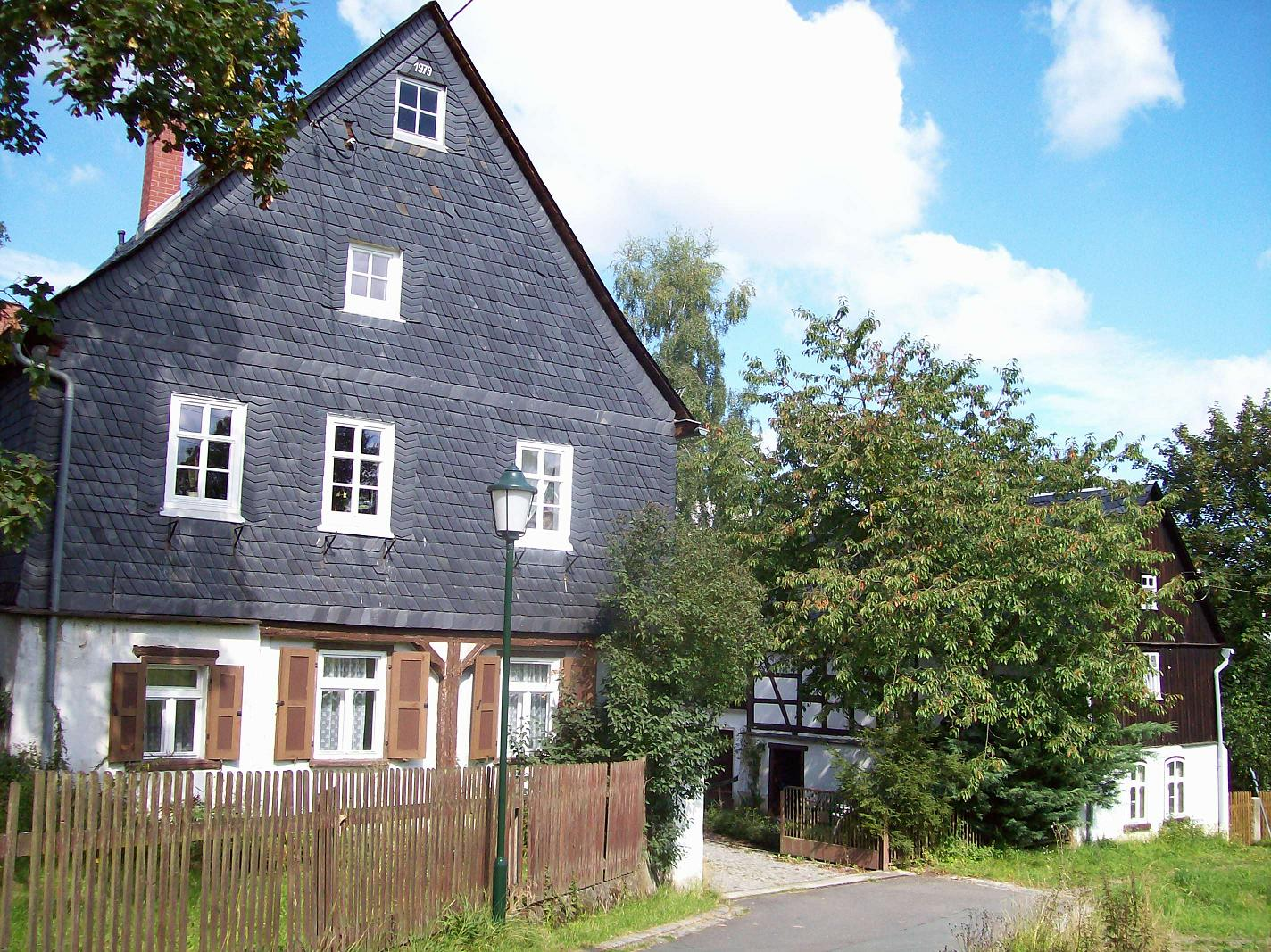
Zürners Geburtsort, Pfarrhaus in Marieney / Vogtland

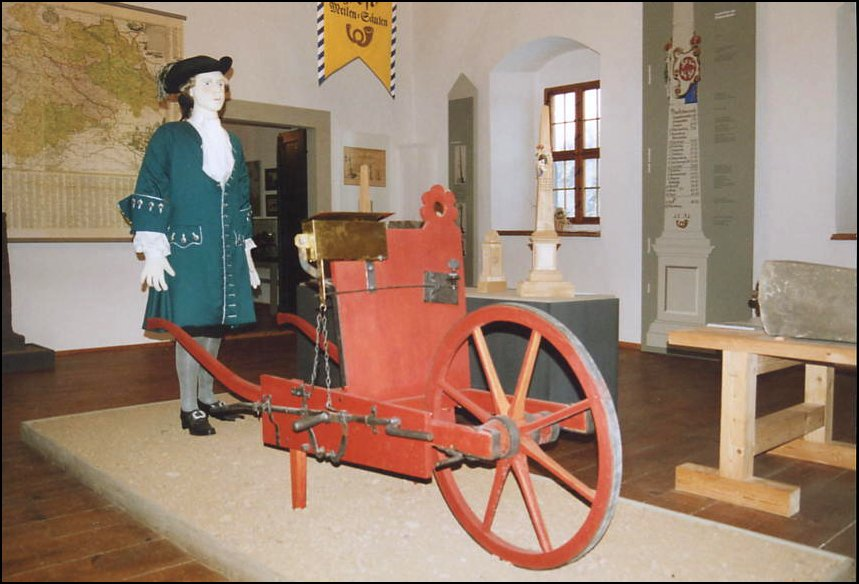
Figurine mit Kondukteur und Einzelrad zur Entfernungsbestimmung in der Dauerausstellung zu den Kursächsischen Postmeilensäulen im Osterzgebirgsmuseum Schloss Lauenstein

Adam Friedrich Zürner wurde am 15. August 1679 in Marieney im Vogtland geboren. Sein Vater Adam Zürner hatte hier von 1674 bis zu seinem Tod 1701 das Pfarramt inne, seine Mutter Katharina Barbara war die Tochter des Schönecker Pfarrers Andreas Crusius.
Zürners erster Lehrer war sein Vater, der ihn in Lesen, Rechnen und Latein unterrichtete. Der Geistliche Nikolaus Spranger, ein Freund der Familie, brachte ihm zudem die Geographie, Geschichte und die historischen Wissenschaften näher. Zwischen 1691 und 1698 besuchte Zürner die Lateinschule in Plauen. Es folgte ein Theologiestudium an der Universität Leipzig, wo er sich in seiner Freizeit intensiv mit Mathematik und Geographie auseinandersetzte. Der Tod des Vaters (1701) zwang Zürner zu einem raschen Abschluss seines Studiums, welches er 1704 in Wittenberg beendete.
Nach einer kurzen Studienreise nach Bremen und Hamburg trat Zürner 1704 eine Stelle als Katechet in Paunsdorf an. Im folgenden Jahr übernahm er die Pfarrersstelle in Skassa nahe Großenhain. 1706 heiratete er hier die 10 Jahre jüngere Magdalena Sophie Cadner, ebenfalls Tochter eines Pfarrers. Die Ehe währte 15 Jahre und brachte vier Kinder hervor.
Bereits während seines Leipziger Studiums hatte Zürner die Ferien zur Anfertigung erster Karten genutzt. In Skassa ließ er sein Pfarrhaus ausbauen, um Platz für sein Hobby zu erlangen: die Vermessung und mathematische Erdkunde. Aus diesen Vermessungsarbeiten ging die Special-Landt-Charte von Großenhain hervor, die Zürner am 24. April 1711 Kurfürst August dem Starken vorlegen ließ. Er erhielt dafür 150 Taler und den Auftrag, eine gleiche Karte für das Amt Dresden aufzunehmen.
Am 12. April 1713 erteilte ihm August der Starke dann den Auftrag, alle Ämter des Kurfürstentums Sachsen in gleicher Weise wie die beiden Karten der Ämter Großenhain und Dresden in Mappas geographicas zu bringen. Zürner sollte damit die bereits 1586 durch den Markscheider Matthias Oeder unter Kurfürst Christian I. begonnene, jedoch aufgrund des Dreißigjährigen Krieges nicht abgeschlossene Vermessung des Kurfürstentums als zweite kursächsische Landesaufnahme zu Ende führen.

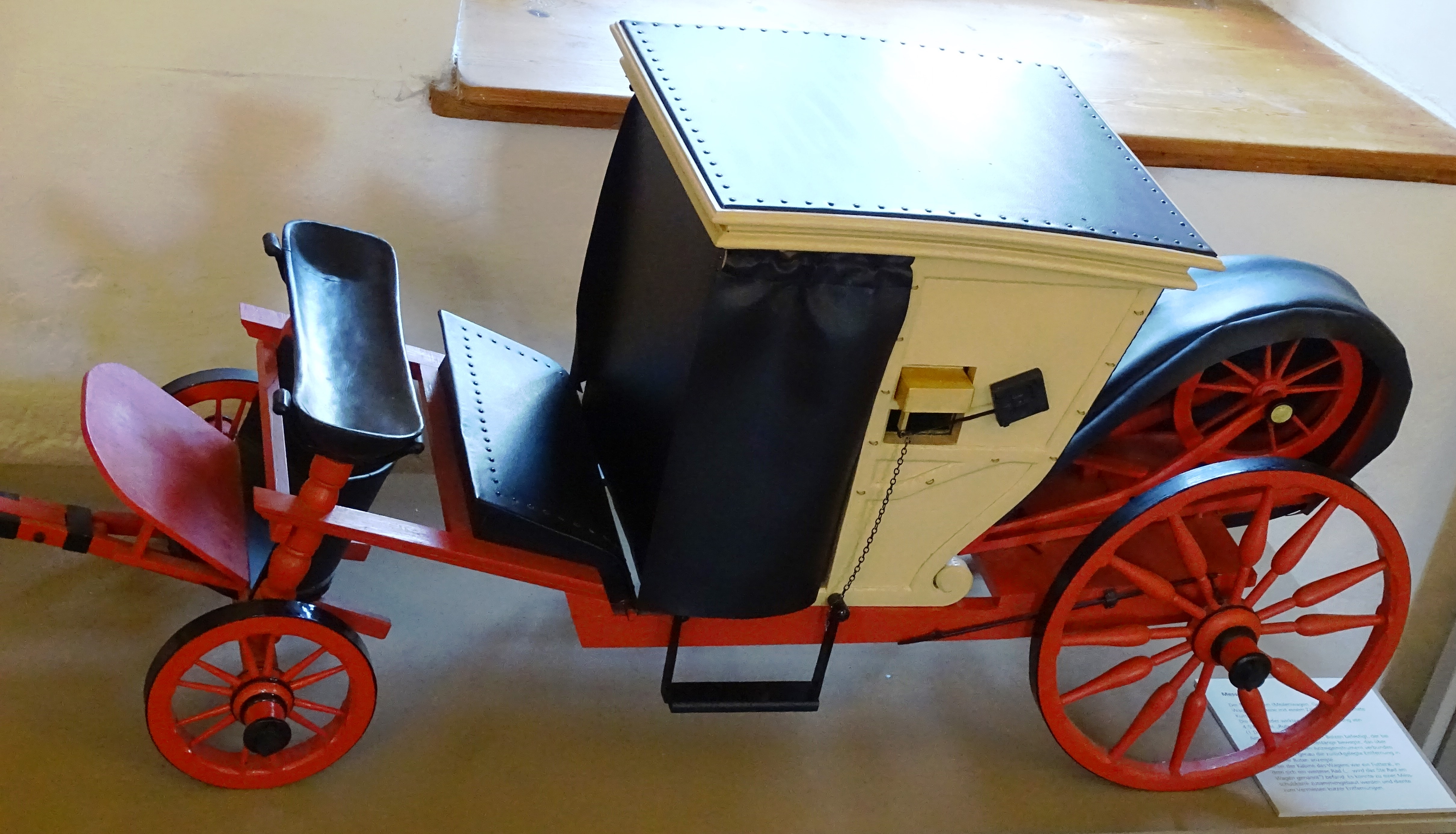
Messwagen von Zürner im Osterzgebirgsmuseum Schloss Lauenstein

Zürner, mit dem Titel „Land- und Grenzkommissar“ ausgestattet, konnte im Spätherbst 1718 seine „Neue Chursächsische Post-Charte“ vorlegen. Um diesen Auftrag zu erledigen, konstruierte er einen geografischen Messwagen, mit dem sehr genaue Vermessungen durchgeführt werden konnten. Dies war eine Kutsche, in der ein Gestänge die Umdrehungen des Hinterrades auf ein Zählwerk übertrug. Mit seinen Messwagen legte Zürner etwa 18 000 Meilen zurück.
Im Ergebnis dieser Vermessung wurden ab 1721 die steinernen, sogenannten kursächsischen Postmeilensäulen in den sächsischen Städten und entlang der Poststraßen errichtet. Die auf den Säulen angegebenen Stundenangaben entsprechen keineswegs – wie oft angenommen – der durchschnittlichen „Postkutschenfahrzeit“, sondern sind Entfernungen. Eine Wegstunde entspricht rund 4,5 km, also derjenigen Strecke, die man in einer Zeitstunde zu Fuß zurücklegt. Während der Vermessungsarbeiten waren u. a. Johann August Richter, Paul Trenckmann und Johann Valerian Fischer Gehilfen Zürners. Aber auch Verwandte, wie sein Bruder Carl Friedrich Zürner und Johann Friedrich Zürner waren bei ihm 1729–1735 als Kondukteure angestellt.
Nach der Ernennung zum „Land- und Grenzkommissar“ gab Zürner seine Stelle als Pfarrer auf und zog nach Dresden um. Seine Frau war am 22. Mai 1721 in Skassa verstorben. Auch seine vier Kinder verstarben dort, woran bis heute ein Grabmal für drei Kinder in der Patronatsloge der Kirche erinnert. Sein Leben war während der mehrjährigen Vermessungsarbeiten kein einfaches, da von Seiten der kurfürstlichen Verwaltung das vereinbarte Gehalt in Höhe von 600 Talern nur schleppend gezahlt wurde. Nöte und Geldsorgen bestimmten das Leben des Vermessers. Ganz im Gegensatz dazu stand die Anerkennung, die er erfuhr. Bereits 1716 wurde ihm das Prädikat eines „Kurfürstlich Sächsischen und Königlich Polnischen Geographen“ verliehen. Im gleichen Jahr wurde er zum Mitglied der Preußischen Akademie der Wissenschaften ernannt.
Das gute Kartenmaterial und das Signaturensystem Zürners verwendeten der Geograph Johann Gottfried Gregorii alias MELISSANTES und der Kupferstecher Johann Christoph Weigel aus Nürnberg bereits 1723 zur Erstellung des Continuirten ATLAS PORTATILIS GERMANICUS. Besonders der Sächsische Post-Charten-Extract mit einer kleinen Stadtansicht von Leipzig und die kleinformatigen Karten des thüringisch-sächsischen Raumes in diesem Schul- und Reiseatlas basieren auf Zürners Arbeiten. Der geplante dritte Teil mit sächsischen Ämterkarten, der bis zum Ende des 18. Jahrhunderts aufgelegten Taschenatlanten, kam nicht zustande.
1722 heiratete Zürner in Dresden erneut. Seine Frau Juliana Christiane (Nachname nicht überliefert) starb aber bereits 1728, auch der aus der Ehe stammende Sohn wurde nur fünf Jahre alt. 1729 heiratete Zürner zum dritten Mal. Mit seiner Frau Agnes Eusebia Kenzelmann hatte er zwei Söhne, von denen nur der 1730 geborene Adam Friedrich den Vater überlebte.
Neben seinen Vermessungsarbeiten, die Zürner in den 1730er Jahren bis nach Thüringen ausweitete, verfasste er in seinen letzten Lebensjahren noch einige Reisebeschreibungen und Reiseführer. Zürner starb am 18. Dezember 1742 in Dresden und wurde auf dem dortigen Inneren Neustädter Friedhof beigesetzt.

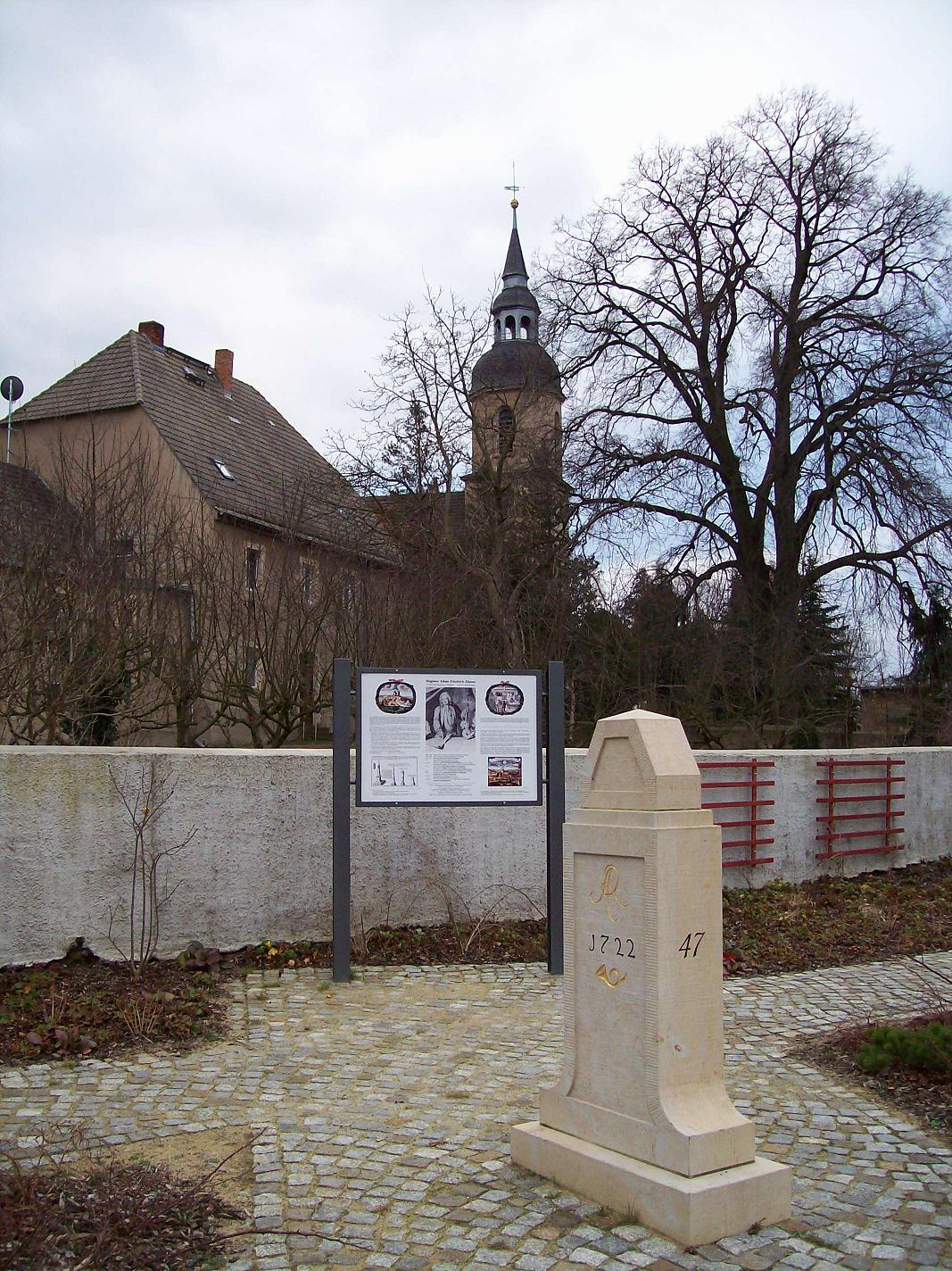
Adam-Friedrich-Zürner-Gedenkstätte in Skassa bei Großenhain

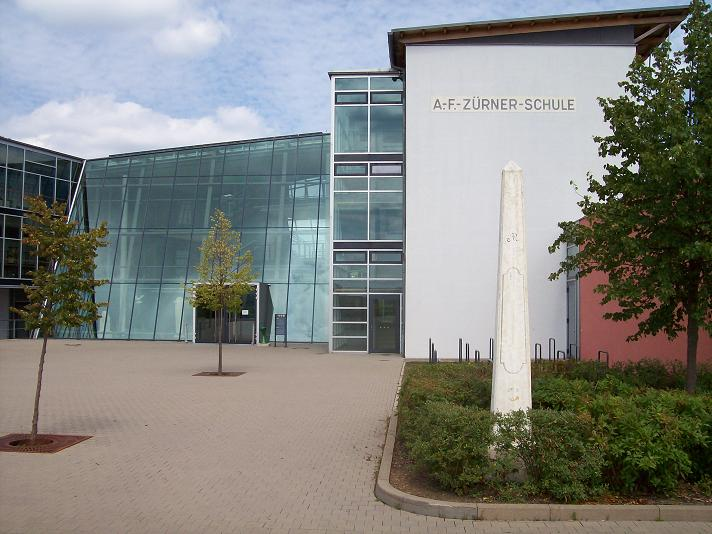
Berufsschulzentrum A. F. Zürner in Oelsnitz / Vogtland

Er gilt heute als ein namhafter deutscher Kartograph. Seine bekanntesten Werke waren die „Neue Chursächsische Post-Charte“ (16 Blätter) und der „Atlas Augusteus der Chursächsischen Lande“ (Atlas Augusteus Saxonicus: 40 General- und 40 Spezialkarten), der als Original zweifach im Sächsischen Hauptstaatsarchiv in Dresden vorliegt und dessen Landkarten nach seinem Tod, ohne ihn als Urheber zu nennen, z. T. neu bearbeitet von seinem Mitarbeiter Paul Trenckmann und dessen Sohn, als Atlas Saxonicus novus mehrfach vom Verleger Peter Schenk in Amsterdam veröffentlicht wurden (Schenk´scher Atlas).
Heute tragen u. a. Straßen in Skassa und Marieney seinen Namen sowie die Außenstelle in Oelsnitz des Berufsschulzentrums Reichenbach im Vogtlandkreis.

## Karten (Auszug)
- Neue Chursächsische Post-Charte[4] (Reproduktion), Dingsda-Verlag, Querfurt 1992, ISBN 3-928498-20-7
- Karte der „Herrschaft Toeplitz“ (Boehmen) mit Stadtansichten von Teplitz (Schenk, Amsterdam 18. Jahrhundert) Diese Karte verzeichnet u. a. den Verlauf der heute oft erwähnten Alten Dresden-Teplitzer Poststraße über den Geyersbergpass.
- Karte der Ämter Wurzen, Eilenburg & Düben (Schenck, Amsterdam 18. Jahrhundert, ohne Erwähnung Zürners) Diese Karte bildet u. a. zwei der durch Zürner erstellten Kursächsischen Postmeilensäulen ab: Eine Halbmeilensäule (umgefallen, mit Monogramm „AR“) und einen stehenden Viertelmeilenstein.
- Karte des „Ellenbogener Creis(es)“ (Boehmen) mit Stadtansichten von Karlsbad (Schenck, Amsterdam 1725(?))
- Continuirter ATLAS PORTATILIS GERMANICUS von Johann Gottfried Gregorii und Johann Christoph Weigel, 2. Auflage Nürnberg 1733; Bayerische Staatsbibliothek München
- Beschreibung: ChurF. S. Land- und Grentz-Commiss. auch Geographus, des Churfürstenthums Sachsen Meisnischer Creis Geographice - Mscr.Dresd.J.20.d : delineiret und aus denen über jeglich Amt gefertigten Special-Charten copirt und zusammen in diese General-Creis-Charte geb[r]acht, Handzeichnung von 1733 (Link zur Karte in der Sächsischen Staats- und Universitätsbibliothek)
- Geographischer Entwurff der Stadt und Gegend des Welt-berühmten Kæyser Carlsbades in Königreich Böhmen : vorstellent den Ellenbognischen Creiß sambt denen hie mit vermengten und angräntzenden Gegenden [Amsterdam], 1715 (Digitalisat)